# Thomas Hine & Co.

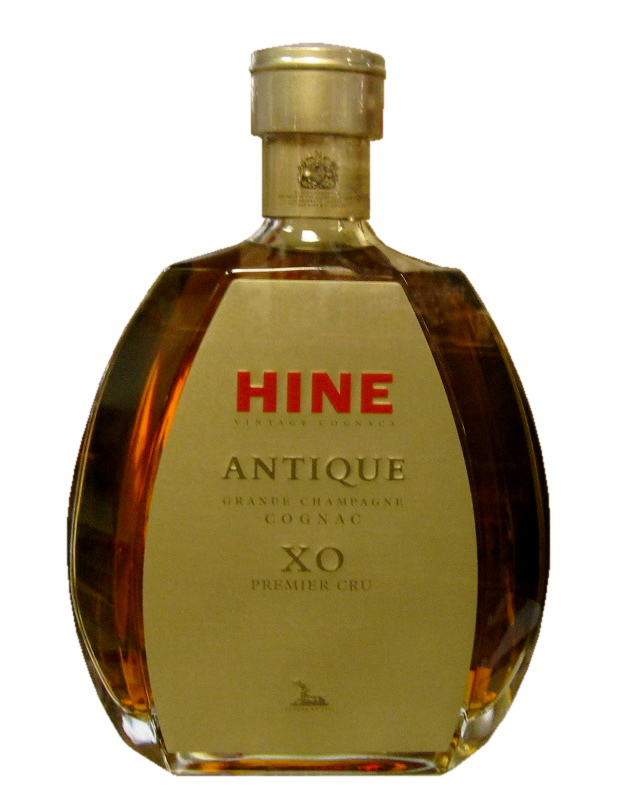
Cognac Antique XO von Thomas Hine & Co.

Thomas Hine & Co. ist ein französischer Cognac-Hersteller in Jarnac in der Region Nouvelle-Aquitaine.

## Geschichte
Im Jahre 1791 verließ der sechzehnjährige Thomas Hine seine Heimat Grafschaft Dorset, England, um sein Glück in Frankreich zu suchen. Er entschied sich für die Region Cognac, möglicherweise weil sich seine Familie, die an der Südküste wohnte, am Cognac-Schmuggel beteiligte. Während der Französischen Revolution wurde er als Spion festgenommen und im alten Schloss von Jarnac gefangen gehalten.
Nach seiner Freilassung heiratete er Françoise Elisabeth, deren Vater ein Cognac-Unternehmen in Jarnac besaß. Er wurde im Unternehmen aktiv und widmete sich sein restliches Leben diesem Wirtschaftszweig. Im Laufe der Jahre brachte er die Kunst der Cognac-Herstellung auf ein neues Niveau und entwickelte das Unternehmen unentwegt weiter. 1821, ein Jahr vor seinem Tod, gab er dem Unternehmen den bis heute gültigen Namen Thomas Hine & Co. Das Haus Hine, wo mittlerweile die sechste Familiengeneration Cognac herstellt, steht bis heute an den Ufern des Flusses Charente, 16, quai de l’Orangerie.

## Produkte und Auszeichnungen
Hines Cognac wird regelmäßig auf internationalen Wettbewerben ausgezeichnet, allein in den Jahren 2006–2009 gewann es mehr als 18 Medaillen und Pokale. Hine Cognac wurde der Hoflieferant mehrerer Königshäuser, unter anderem k.u.k. Hoflieferant für den Wiener Hof vor dem Ersten Weltkrieg. 1962 erhielt das Unternehmen als einziger Cognac-Hersteller den Hoftitel von Königin Elisabeth II. von England.
Produkte von Hine sind H by HINE, Rare VSOP, Cigar Reserve, Antique XO, Triomphe, Talent und Mariage.